# Curt-Åke Wahlin

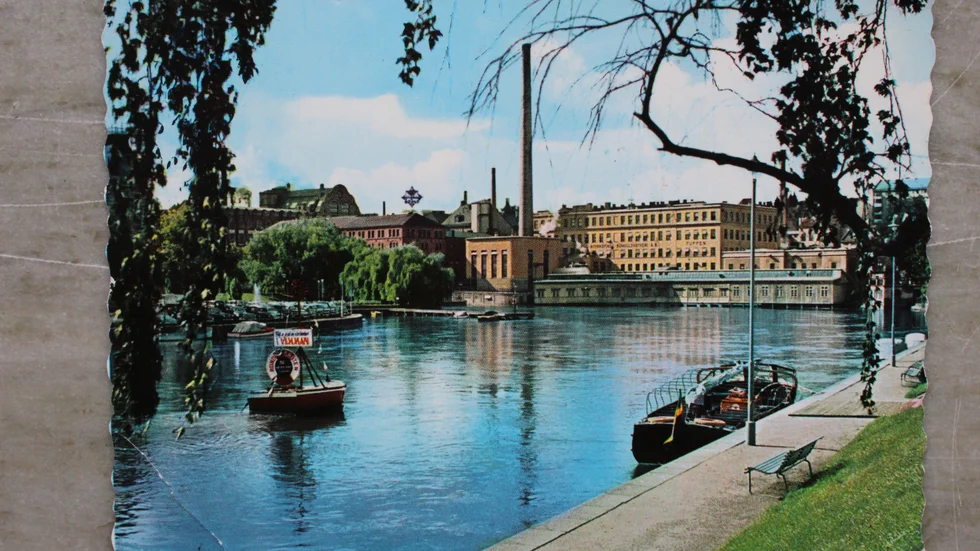
Vimman (byggd 1952) förtöjd utanför parken Samarien, omkring 1952.

Curt-Åke Wahlin, född 23 april 1924, död 21 april 2010, var en svensk sjökapten och redare för rundtursbåtar och turistfartyg.
Curt-Åke Wahlin var son till Åke Waldemar Wahlin, som startat ett rederi i västra Sverige 1930. Han växte upp i Nossebro och lärde sig segla fartyg.
Han kom till Norrköping 1950 och blev skeppare på över åren ett antal egna rundtursbåtar med namnet Vimman. Rundtursbåten hade sommartid kajplats vid Samarien vid Motala ström, väster om Oscar Frederiks bro, från 1980 den nya Saltängsbron, och gjorde turer med Curt-Åke Wahlin som skeppare på Bråviken till 1980-talet. I mitten av 1950-talet reste uppemot 15 000 passagerare på Vimman varje säsong. Båttrafiken utökade så småningom med M/S Kolmården, med turer till Esterön och Kolmårdens djurpark, samt med passagerarfartyg bland annat på Göta kanal och i östgötaskärgården.
Curt-Åke Wahlin ledde Wahlinrederierna till 1991.
Han var gift med Inga-Lill (död 1980). Paret hade två söner och en dotter. Sonen Lars-Åke (född 1951) blev också skeppare och tog över rundturs- och båtcharterverksamheten efter fadern.